# Experimento social
Um experimento social é um tipo de pesquisa psicológica ou sociológica para testar as reações das pessoas a determinadas situações ou eventos. O experimento depende unicamente de uma abordagem social particular onde a principal fonte de informação são as pessoas com seus conhecimentos e pontos de vista. Para realizar um experimento social, os especialistas normalmente dividem os participantes em dois grupos – participantes ativos (pessoas que agem em algum evento) e respondentes (pessoas que reagem à ação). Durante todo o experimento, os participantes são monitorados por especialistas para identificar os efeitos e diferenças decorrentes do experimento. Comunidades intencionais podem ser vistas como experimentos sociais.
A psicologia social oferece experiências sobre como os indivíduos agem em grupos e como o comportamento é afetado por cargas e pressões sociais.
Na maioria dos experimentos sociais, os sujeitos não sabem que estão participando de um experimento. Vários "atores" ou "plantas" são usados para estudar comportamentos sociais.
Experimentos sociais também têm sido usados por empresas para coletar dados sobre consumidores e suas opiniões sobre um produto ou um determinado tópico.

## História
Em 1895, o psicólogo americano Norman Triplett construiu um dos primeiros experimentos sociais conhecidos, no qual descobriu que os ciclistas conseguiam andar de bicicleta mais rápido ao correr contra outra pessoa em vez de correr contra o relógio. Ele duplicou o experimento em um laboratório usando crianças e carretilhas de pesca e obteve resultados semelhantes. Experimentos sociais de campo provaram ser eficientes, pois refletem a vida real devido ao seu ambiente natural.
Os experimentos sociais que são comumente referidos hoje foram realizados décadas depois, em que um experimento é feito em um ambiente controlado, como um laboratório. Um exemplo disso é o experimento de obediência de Stanley Milgram em 1963. Os experimentos sociais começaram nos Estados Unidos como um teste do conceito de imposto de renda negativo no final dos anos 1960 e desde então têm sido conduzidos em todos os continentes povoados.
Durante a década de 1970, críticas à ética e acusações de preconceito de gênero e raça levaram a uma reavaliação tanto do campo da psicologia social quanto dos experimentos realizados. Enquanto os métodos experimentais ainda eram empregados, outros métodos ganharam popularidade.

## Ética
A experimentação social tem levantado muitas preocupações éticas, devido à manipulação de grandes grupos da população, muitas vezes sem o consentimento ou conhecimento dos sujeitos. Em certos casos, a experimentação social tem sido encenada inadvertidamente ao espectador para promover a imagem do indivíduo ou com o puro propósito de gerar polêmica.
Os pesquisadores também acreditavam que o impacto dos experimentos sociais informais por meio de vídeos de mídia social pode ter consequências negativas na pesquisa formal de marketing social, bem como na sociedade em geral, detalhando que, enquanto os experimentos sociais informais abordam questões morais e sociais, como segurança infantil, autoconfiança, etc., os produtores desses experimentos sociais podem fazê-lo para seu ganho e benefícios.

## Experiências sociais informais
- The Button (Reddit)
- Place (Reddit)[13][14][15][16][17][18][19][20][21][22][23][24][25][26][27][28][29][30][31][32][33][34][35][36][37][38][39][40][41][42][43]